# Каштановий джем
Каштановий джем (фр. crème de marrons, дослівно каштановий крем) — десертна страва французької кухні.

## Історія
Південна частина Франції (Лангедок) історично славилася каштанами, придатними для вживання в їжу (не слід плутати з поширеними в Україні непридатними в їжу гіркокаштанами). В деякі століття спечені на вогнищі каштани служили чи не основною їжею місцевих селян, однак поява картоплі витіснило їх далеко на задній план. Однак збереглася традиція створення делікатесу: глазурованих (зацукрованих) каштанів, якими особливо славився департамент Ардеш.
В кінці XIX століття виробники глазурованих каштанів зіткнулися з тим, що значна частина глазурованих каштанів ламалися або кришилися в процесі виробництва. Тоді, в 1885 році, підприємець Клеман Фожьє (1861—1941) придумав готувати з товчених зацукрованих каштанів і ванілі десертну намазку — каштановий джем.
Новий продукт швидко почав користуватися попитом. Бренд каштанового джему «Ardèche» («Ардеш») був офіційно зареєстрований Фожьє в 1924 році (й існує досі). Каштановий джем цієї марки постачався у великі міста Франції.
Під час Другої світової війни німці окупували Францію, ввели по всій країні жорстке нормування продуктів харчування та карткову систему. Однак, не бувши знайомими з традицією вживання в їжу каштанів, німці знехтували виробництвом каштанів в Ардеші, визнавши його «не вартим уваги».
Тоді все тому ж Клеману Фожьє прийшла в голову ідея підтримати своїх співвітчизників, продаючи їм улюблений десерт в обхід карткової системи. Він почав упаковувати свій каштановий джем в банки з написом «Génovitine» («Женовітін») і продавати його замість продовольчих магазинів в аптеках, як рецептурний «тонізуючий» лікарський засіб. Не дивно, що французькі лікарі у війну масово і охоче виписували своїм співгромадянам, і особливо сім'ям, які мають дітей, рецепти на ці «ліки».

## Опис
Наразі каштановий джем виготовляється на півдні Франції багатьма виробниками, причому більшість з них відмовилися від використання дорогих глазурованих каштанів, усвідомивши, що подібного смакового ефекту можна досягти, змішавши варені каштани, ваніль та цукровий сироп.
Отриманий каштановий джем можна їсти, намазуючи на хліб, або використовувати як начинку для пирогів. Самі французи, однак, вважають за краще їсти його з сиром фромаж блан або млинцями фр. Crêpe. Також каштановий джем використовують при виготовленні каштанового морозива, тістечок та печива.